# Conrad Habicht

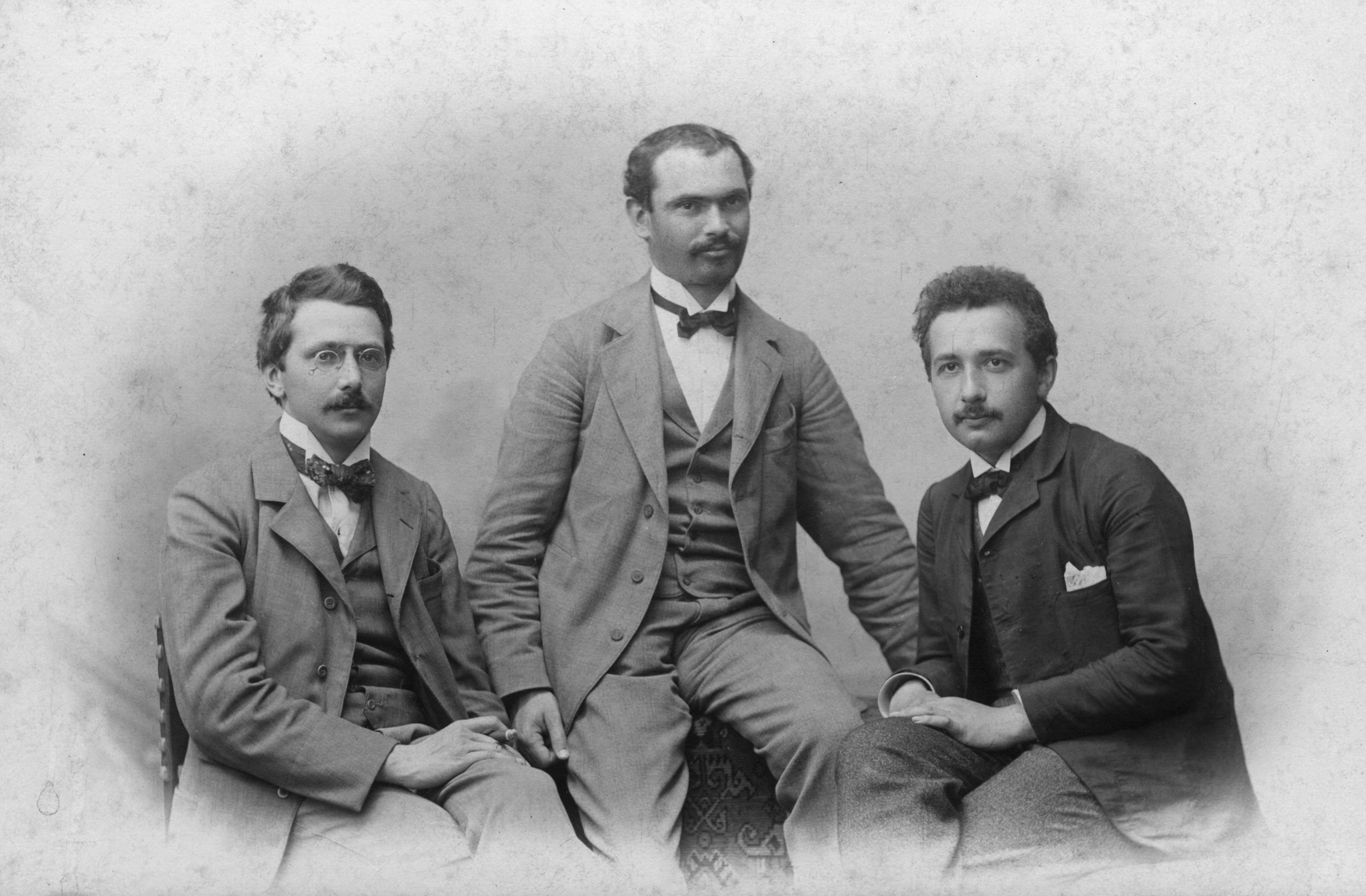
Habicht, Solovine e Einstein (1903, a partir da esquerda)

Conrad Habicht (Schaffhausen, 28 de dezembro de 1876 – Schaffhausen, 23 de outubro de 1958) foi um matemático e físico suíço, conhecido por sua amizade com Albert Einstein

## Vida
Filho do comerciante Johann Conrad Habicht e de Susanna Elisabetha neé Oechslin, nascida em 1876 em Schaffhausen. De 1896 a 1897 estudou filosofia na Universidade de Zurique, depois matemática e física no Instituto Federal de Tecnologia de Zurique. Estudou depois até 1901 em Munique e Berlim. Em 1903 obteve um doutorado na Universidade de Berna. A partir de 1904 lecionou matemática e física na Evangelische Mittelschule Schiers em Schiers e de 1915 a 1948 na Kantonsschule Schaffhausen.
Habicht conheceu Einstein em Schaffhausen. De 1901 a 1904 Albert Einstein, Maurice Solovine e Conrad Habicht encontravam-se a noite, formando a Academia Olímpia. Os encontros acabaram quando Habicht (1904) e Solovine (1905) saíram de Berna. Os três companheiros de conversas permaneceram em contato pelo resto de suas vidas.